# Cottbus
Cottbus (lužiško Chóśebuz, poljsko Chociebuż, staronemško Kottbus) je univerzitetno mesto z okoli 100.000 prebivalci v nemški zvezni deželi Brandenburg, okoli 125 km jugovzhodno od Berlina ob reki Spree in je središče spodnjih Lužiških Srbov (Spodnja Lužica).
Mesto so ustanovili Lužiški Srbi v 10. stoletju; prvič je omenjeno v pisnih virih leta 1156.
Je sedež univerze BTU (Brandenburgische Technische Universität Cottbus–Senftenberg; spodnjelužiškosrbsko: Bramborska techniska uniwersita Chóśebuz–Zły Komorow).
30. junija 2004 je mesto imelo (še) 107.075 prebivalcev. 